# ۲-بوتین
۲-بوتین (به انگلیسی: 2-Butyne) همچنین دی‌متیل‌استیلن با فرمول شیمیایی C۴H۶ یک ترکیب شیمیایی با شناسه پاب‌کم ۱۰۴۱۹ است. که جرم مولی آن ۵۴٫۰۹۰۴ g/mol می‌باشد. 